# Abyłajkit
Abyłajkit (kaz. Абылайкит, Abyłajkit; ros. Аблайкит, Abłajkit; mong. Аблайн хийд, Ablajn chijd) – klasztor buddyjski wybudowany w latach 50. XVII wieku, w okresie ekspansji Ojratów na terytorium Dżungarii. Jego ruiny znajdują się na obszarze współczesnego Kazachstanu, 53 km na południe od miasta Ust-Kamienogorsk (kaz. Өскемен, Öskemen) w obwodzie wschodniokazachstańskim.
Kompleks od 2021 roku figuruje na kazachstańskiej liście informacyjnej – liście obiektów rozpatrywanych przez Kazachstan do zgłoszenia na listę światowego dziedzictwa UNESCO na podstawie zaproponowanego kryterium kulturowego (III).

## Historia

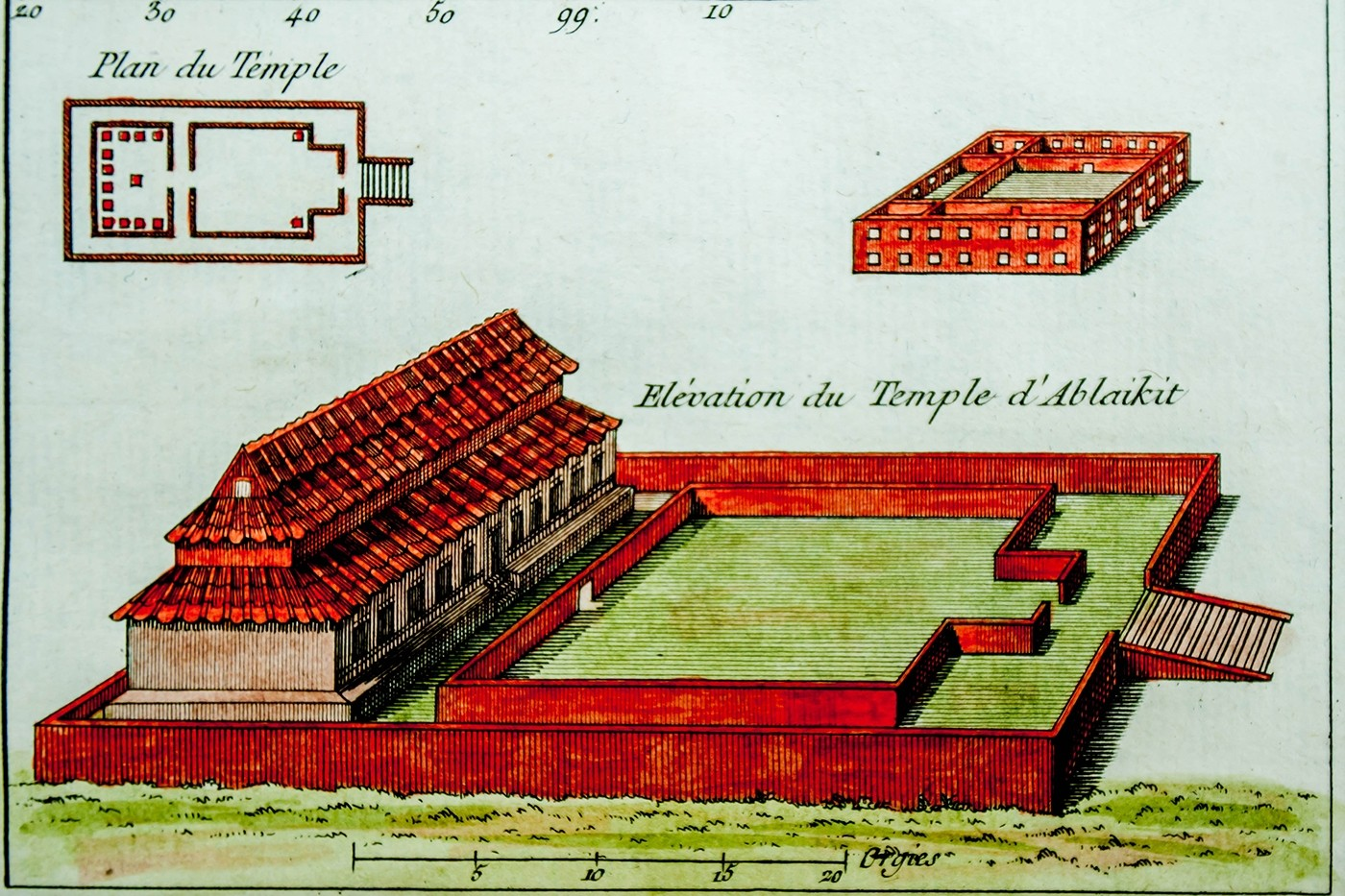
Świątynia w kompleksie Abyłajkit na rysunku Jacques-Nicolas Bellin (1750)

Klasztor Abyłajkit został wybudowany w 1654 roku z inicjatywy ojrackiego tajsza (wodza), Abłaja i był częścią jego rozległych posiadłości znajdujących się w Górach Kałbińskich, na lewym brzegu rzeki Irtysz. Składająca się z dwóch członów nazwa klasztoru: Abyłaj oraz kit (z mong. хийд, chijd – „klasztor”) upamiętnia tego władcę. Abyłajkit stanowił ufortyfikowany zespół budynków wzniesionych w stylu tybetańsko-mongolskim, który obejmował: świątynię, dwór, przestrzeń mieszkalną oraz mur obronny o wysokości ok. 3–5 m, grubości ok. 3 m i długości ponad 2 km otaczający klasztor od południa i wschodu. Od strony zachodniej i północnej kompleks otoczony był stromymi, granitowymi wzgórzami, od wschodu dodatkową przeszkodę stanowiła rzeka, zaś od południa – bagna. W granicach klasztoru znajdowało się również niewielkie jezioro będące źródłem wody pitnej na wypadek oblężenia. Kompleks świątynny zajmował obszar o wymiarach ok. 80 × 45 m, a główna świątynia miała wymiary ok. 45 × 20 m. 
Klasztor istniał jednak krótko; już w 1671 roku w wyniku wewnętrznych konfliktów między Ojratami został zdobyty i zniszczony przez wojska Galdana Boszugtu, późniejszego chana Chanatu Dżungarskiego. W latach swojego istnienia Abyłajkit był jednym z największych ośrodków religijnych i kulturalnych Dżungarii, a w bibliotece klasztornej przechowywano wiele cennych buddyjskich tekstów, z których część z pewnością pochodziła z Tybetu. 

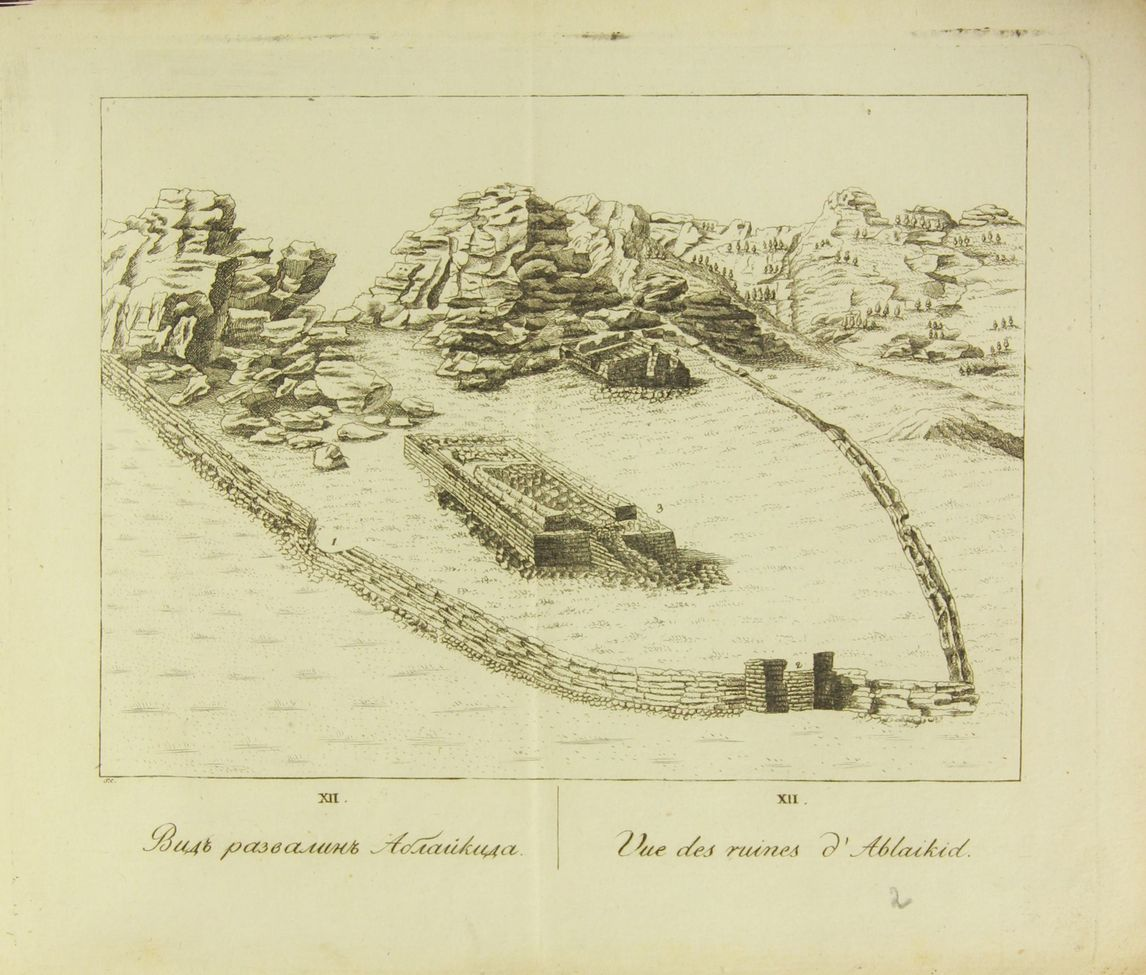
Ruiny klasztoru na rycinie Grigorij Spasski (1818)

Ruiny klasztoru zostały odkryte w latach 20. XVIII wieku, za panowania cara Piotra Wielkiego. Odnaleziono tu liczne tybetańskie rękopisy spisane zarówno na papierze, jak i na kawałkach brzozowej kory (w tym fragmenty zidentyfikowane jako Sutra Serca), a także buddyjską ikonografię oraz posążki różnych bóstw. Jeden z pierwszych znalezionych manuskryptów, spisany w języku tanguckim, przekazany został do zbiorów Francuskiej Akademii Nauk. Kolejne badania ruin klasztoru przeprowadzili m.in. Johann Georg Gmelin, Gerhard Friedrich Müller (w 1731 roku) i Peter Simon Pallas (w 1771 roku), również zabierając stąd kolejne zachowane rękopisy. Uważa się, że odkryte w Abyłajkicie manuskrypty przyczyniły się wzrostu zainteresowania badaczy i rozwoju europejskiej tybetologii.  
Ruiny klasztoru były z biegiem lat stopniowo plądrowane, a materiał, z którego wzniesione były budynki, wykorzystywano do budowy rosyjskich posterunków strażniczych oraz domów i cmentarzy w pobliskich wioskach. Jeszcze w latach 30. XVIII wieku w głównej świątyni kompleksu zachowały się pokryte płytkami ściany z posągami buddów i bodhisattwów, natomiast 100 lat później mury już nie istniały. 
W okresie radzieckim ruiny klasztoru objęte zostały ochroną jako stanowisko archeologiczne, nie były jednak badane. 2016 roku na terenie dawnego klasztoru trwały wykopaliska archeologiczne, podczas których odsłonięto podstawy wież oraz część bram wejściowych, a w samej świątyni – podłogę z kamiennymi podstawami kolumn. Odnaleziono niewielkie fragmenty manuskryptów oraz liczne płytki i cegły zdobione motywami roślinnymi i pokryte kolorową glazurą, a także fragmenty ceramicznych naczyń oraz przedmioty z metalu.